# Fred ten Houten
Fred ten Houten (Winterswijk, 10 januari 1916 - Sri Lanka, 6 oktober 1995) was een Nederlands reiziger en kunstverzamelaar.

## Biografie
Fred ten Houten, die al als scholier gefascineerd was door de exotische wereld buiten Europa, maakte van augustus 1937 tot september 1939 een lange wereldreis toen hij de beschikking kreeg over zijn erfdeel uit de nalatenschap van zijn vader. Met een Duits cruiseschip vertrok hij uit Antwerpen via de oostkust van Afrika naar Kaapstad, van waaruit hij het binnenland van Zuid-Afrika bereisde. Rond de jaarwisseling ging hij met een Japans passagiersschip naar Zuid-Amerika. Vanuit Belem maakte hij lange tochten in het Braziliaanse binnenland, onder andere over de rivier de Araguaia. Uit Noord-Amerika vertrok hij naar Java, waar hij enkele maanden verbleef en zelfs in Batavia een baantje had, en via India en het Midden-Oosten kwam hij na ruim twee jaar  terug naar Nederland. Door de dreigende oorlog ging Ten Houten snel weer naar Nederlands-Indië, maar door de Japanse bezetting kon hij niet meer weg en werd te werk gesteld bij de Birmaspoorweg. Hij overleefde, keerde terug naar Nederland en werd internationaal handelsreiziger. Hij woonde in Venezuela en Belgisch-Congo, waar hij bij missieposten en hospitaaltjes in het binnenland bestellingen opnam. In juli 1960 zou Fred ten Houten de laatste Europeaan zijn die Congo verliet voordat de chaos als gevolg van de onafhankelijkheidsstrijd bezit van het land nam. Vanaf 1960 was Ten Houten exportmanager voor Nutricia en reisde hij de wereld rond om melkpoeder en instant babyvoeding aan de man te brengen. Hij kwam daarbij veel in India en Nigeria. Vanaf 1963 kwam hij steeds vaker in Ceylon waar hij zich na zijn pensioen vestigde in Kandy. In 1986 kwam hij om gezondheidsredenen terug naar Nederland en vestigde zich blijvend in Zuidhorn. Fred ten Houten stierf in 1995 en werd in Sri Lanka begraven.

## Verzameling
Al op zijn eerste reis vergaarde Fred ten Houten voorwerpen. In Porto Amelia in Mozambique, zo vertelde hij, deden de arme bewoners alles om oude kleren te krijgen en in ruil voor een aantal kledingstukken verwierf hij een strijdbijl, een boog met pijlen, een speer, een ebbenhouten beeldje en een slangenhuid van twee meter lengte. In Zuid-Afrika kwam hij in contact met "de koning van de Pondo" en kreeg van hem sieraden, waaronder ringen en metalen enkelbanden. De rest van zijn leven bleef Ten Houten tijdens zijn verblijf in het buitenland verzamelen, maar hij schafte ook kunstvoorwerpen aan bij de handel. Hij zou een omvangrijke verzameling etnografica bijeenbrengen uit West- en Centraal-Afrika, Borneo, Luzon en Taiwan. In 1971 bracht hij zijn 1200 kunstvoorwerpen als een langdurig bruikleen onder bij het Volkenkundig museum 'Gerardus van der Leeuw' in Groningen, de reden waarom hij zich later ook in Zuidhorn vestigde, niet ver van zijn collectie. Na de dood van Fred ten Houten in 1995 is de collectie teruggegaan naar de familie en door verkoop verspreid geraakt. Sindsdien zijn bij Nederlandse kunstgaleries en handelaars in etnografica voorwerpen uit de voormalige Ten Houten collectie te koop aangeboden.

## Bron
- Hans van Witteloostuyn & Hanneke Nelemans-ten Houten - Afrika; de Ten Houten Collectie van Afrikaanse kunst. Eersel: Galerie de Ruimte, z.j.